# Grammotaulius nigropunctatus
Espèce
Grammotaulius nigropunctatus est une espèce d'insectes trichoptères de la famille des Limnephilidae, de la sous-famille des Limnephilinae,  de la tribu des Limnephilini et du genre Grammotaulius. 

## Systématique
L'espèce a été décrit par l'entomologiste suédois Anders Jahan Retzius en 1783.

### Synonymie
- Grammotaulius atomarius Fabricius, 1793
- Grammotaulius strigosus Curtis, 1834